# Stictopisthus bilineatus
Stictopisthus bilineatus är en stekelart som först beskrevs av Thomson 1886.  Stictopisthus bilineatus ingår i släktet Stictopisthus och familjen brokparasitsteklar. Inga underarter finns listade i Catalogue of Life.